# Tijana Malešević
Tijana Malešević (serbisch-kyrillisch Тијана Малешевић; * 18. März 1991 in Užice) ist eine serbische Volleyballspielerin.

## Karriere
Tijana Malešević spielte von 2009 bis 2018 in der serbischen Nationalmannschaft auf der Außenangriffsposition. Sie gewann bei den Olympischen Spielen 2016 in Rio de Janeiro die Silbermedaille und wurde 2018 Weltmeisterin in Japan. Außerdem wurde Malešević 2015 Zweite im Weltpokal sowie 2011 und 2017 Europameisterin. Malešević spielte für folgende Vereine: OK Jedinstvo Užice, VBC Voléro Zürich, PTPS Piła, VK Prostějov, Sarıyer Belediyespor, AGIL Volley Novara, Vôlei Nestlé Osasco, Seramiksan SK, CS Volei Alba-Blaj, OK Roter Stern Belgrad und Il Bisonte Firenze.